# Montes Aberdare

Os montes Aberdare são uma cordilheira da África Oriental, situada um pouco a sul da linha equatorial, separada do maciço do monte Quénia por algumas das nascentes do rio Tana. Situa-se a norte de Nairobi e atinge 3999 m de altitude no monte Satima e desce abruptamente na vertente oeste até ao vale do Rifte. O Parque Nacional de Aberdare ocupa 788 km² das encostas mais baixas deste monte. A região foi visitada pelo inglês J. Thomson em 1883.